# Campeonato da Oceania de Atletismo de 2013
O Campeonato da Oceania de Atletismo de 2013 foi a 13ª edição da competição organizada pela Associação de Atletismo da Oceania entre os dias 3 a 5 de junho de 2013. O evento foi realizado em conjunto com o campeonato juvenil de 2013. Teve como sede o Estádio Pater Te Hono Nui, na cidade de Papeete, na Polinésia Francesa, sendo disputadas 44 provas (21 masculino, 22 feminino e 1 misto na categoria sênior). Teve como destaque a Nova Zelândia com 30 medalhas no total, 15 de ouro.  

## Medalhistas
Resultados completos podem ser encontrados na página da Associação de Atletismo da Oceania. 

### Masculino
| Evento                      | Ouro                                                                             | Ouro     | Prata                                                                   | Prata    | Bronze                                                                                    | Bronze   |
| --------------------------- | -------------------------------------------------------------------------------- | -------- | ----------------------------------------------------------------------- | -------- | ----------------------------------------------------------------------------------------- | -------- |
| 100 metros                  | Banuve Tabakaucoro · Fiji                                                        | 10.65    | Siueni Filimone · Tonga                                                 | 11.17    | William Smart · Nova Zelândia                                                             | 11.17    |
| 200 metros                  | Banuve Tabakaucoro · Fiji                                                        | 21.08    | Nelson Stone · Papua-Nova Guiné                                         | 21.98    | William Smart · Nova Zelândia                                                             | 22.32    |
| 400 metros                  | Robert Jopp · Nova Zelândia                                                      | 48.44    | Tom Symes · Nova Zelândia                                               | 49.59    | Theo Piniau · Papua-Nova Guiné                                                            | 49.70    |
| 800 metros                  | Adrien Kela · Nova Caledônia                                                     | 1:52.81  | Alex Beddoes · Ilhas Cook                                               | 1:54.10  | Jack Bruce · Austrália                                                                    | 1:55.91  |
| 1 500 metros                | Jack Bruce · Austrália                                                           | 4:01.18  | Adrien Kela · Nova Caledônia                                            | 4:05.19  | Thomas Briggs / Norte da Austrália                                                        | 4:05.39  |
| 5 000 metros                | Josh Maisey · Nova Zelândia                                                      | 15:33.90 | Anthony Craig / Norte da Austrália                                      | 15:38.74 | Sapolai Yao · Papua-Nova Guiné                                                            | 15:43.03 |
| 10 000 metros               | Josh Maisey · Nova Zelândia                                                      | 32:31.31 | Anthony Craig / Norte da Austrália                                      | 33:35.39 | Sapolai Yao · Papua-Nova Guiné                                                            | 33:44.20 |
| 110 metros barreiras        | Tyler Heron · Austrália                                                          | 15.57    | Michael Herreros · Guam                                                 | 16.64    | Nicholas Raval · Guam                                                                     | 16.87    |
| 400 metros barreiras        | Mowen Boino · Papua-Nova Guiné                                                   | 51.97    | Leigh Bennett · Austrália                                               | 52.08    | David Benjimen · Vanuatu                                                                  | 54.14    |
| 3.000 metros com obstáculos | Sapolai Yao · Papua-Nova Guiné                                                   | 9:49.67  | Hamish MacDonald / Norte da Austrália                                   | 9:56.49  | Winsy Tama · Polinésia Francesa                                                           | 9:59.03  |
| 4×100 metros estafetas      | Tonga · Lars Fa'apoi · Heamatangi Tu'ivai · Siosaia Teumohenga · Siueni Filimone | 43.27    | Kiribati · El-Jay Neneia · Kiatau Cama · Tealava Lotolua · Nooa Takooa  | 44.46    | Costa oeste do Taiti Laurent Coia Rainui Taraufau Rony Chang Yuk Shan Ahonui Beauval-Tahi | 44.48    |
| 4×400 metros estafetas      | Nova Zelândia · WWilliam Smart · William Cowper · Robert Jopp · Tom Symes        | 3:21.26  | Austrália · Andrew Broadbent · Leigh Bennett · Aaron Page · Tyler Heron | 3:28.15  | Vanuatu · George Vingaria Molisingi · David Benjamin · Tom Joe · George Wes Faerua        | 3:31.18  |
| Salto em altura             | Jordan Peters · Nova Zelândia                                                    | 2.06m    | Cedric Dubler · Austrália                                               | 2.06m    | Isikeli Waqa · Fiji                                                                       | 2.03m    |
| Salto com vara              | Cedric Dubler · Austrália                                                        | 4.50m    | Brandon Ricou · Polinésia Francesa                                      | 3.80m    |                                                                                           |          |
| Salto em comprimento        | Cedric Dubler · Austrália                                                        | 7.24m    | Simione Isimeli · Fiji                                                  | 6.95m    | William Cowper · Nova Zelândia                                                            | 6.71m    |
| Salto triplo                | Scott Thomson · Nova Zelândia                                                    | 14.91m   | Todd Swanson · Nova Zelândia                                            | 14.57m   | Mong Tavol · Papua-Nova Guiné                                                             | 14.18m   |
| Arremesso de peso           | Alexander Rose · Samoa                                                           | 17.22m   | Loïc Tuaira · Polinésia Francesa                                        | 14.86m   | Steven Lasei · Samoa                                                                      | 14.76m   |
| Lançamento de disco         | Alexander Rose · Samoa                                                           | 56.05m   | Steven Lasei · Samoa                                                    | 45.66m   | Loïc Tuaira · Polinésia Francesa                                                          | 42.05m   |
| Lançamento do martelo       | Alexander Rose · Samoa                                                           | 55.49m   | Steven Lasei · Samoa                                                    | 31.05m   |                                                                                           |          |
| Lançamento do dardo         | Leslie Copeland · Fiji                                                           | 76.87m   | John Crandell · Austrália                                               | 59.46m   | Jacky Tuakoifenua · Wallis e Futuna                                                       | 57.97m   |
| Decatlo                     | Nick Gerrard · Nova Zelândia                                                     | 6807     | Andrew Hodges · Austrália                                               | 6573     | Aaron Page · Austrália                                                                    | 5861     |

### Feminino
| Evento                      | Ouro                                                                         | Ouro     | Prata                                                                            | Prata    | Bronze                                                                 | Bronze   |
| --------------------------- | ---------------------------------------------------------------------------- | -------- | -------------------------------------------------------------------------------- | -------- | ---------------------------------------------------------------------- | -------- |
| 100 metros                  | Toea Wisil · Papua-Nova Guiné                                                | 11.90    | Patricia Taea · Ilhas Cook                                                       | 12.57    | Simone Small · Nova Zelândia                                           | 12.63    |
| 200 metros                  | Toea Wisil · Papua-Nova Guiné                                                | 24.45    | Louise Jones · Nova Zelândia                                                     | 24.75    | Madeleine Powell · Austrália                                           | 25.56    |
| 400 metros                  | Alicia Keir · Austrália                                                      | 55.07    | Louise Jones · Nova Zelândia                                                     | 55.51    | Naomi Blaz · Guam                                                      | 61.99    |
| 800 metros                  | Alicia Keir · Austrália                                                      | 2:08.05  | Kerry White · Nova Zelândia                                                      | 2:08.14  | Pippa Trevella · Nova Zelândia                                         | 2:10.29  |
| 1 500 metros                | Pippa Trevella · Nova Zelândia                                               | 4:33.36  | Kerry White · Nova Zelândia                                                      | 4:38.24  | Mereseini Naidau · Fiji                                                | 4:57.75  |
| 5 000 metros                | Sharon Firisua · Ilhas Salomão                                               | 19:41.23 | Sophie Bouchonnet · Polinésia Francesa                                           | 19:49.95 | Nathalie Marguerit Costa oeste do Taiti                                | 19:50.26 |
| 10 000 metros               | Elodie Mevel · Polinésia Francesa                                            | 41:04.47 | Sophie Gardon · Polinésia Francesa                                               | 41:3.85  | Hina Louison-Grepin Costa oeste do Taiti                               | 41:38.74 |
| 5 km marcha atlética        | Lesley Cantwell · Nova Zelândia                                              | 25:39.79 |                                                                                  |          |                                                                        |          |
| 100 metros barreiras        | Natalie Booth · Nova Zelândia                                                | 16.16    |                                                                                  |          |                                                                        |          |
| 400 metros barreiras        | Madeleine Powell · Austrália                                                 | 63.17    | Takina Bernadino · Polinésia Francesa                                            | 65.63    | Naomi Blaz · Guam                                                      | 66.65    |
| 3.000 metros com obstáculos | Stephanie Kondogonis · Austrália                                             | 11:18.08 | Sharon Firisua · Ilhas Salomão                                                   | 12:20.57 |                                                                        |          |
| 4×100 metros estafetas      | Nova Zelândia · Simone Small · Ellie McCleery · Rosy Hogben · Kerry White    | 49.07    | / Norte da Austrália Catherine Hannell Amanda Morris Chloe Botella Rita Fontaine | 51.58    | Guam · Aria Perez-Theisen · Naomi Blaz · Regine Tugade · Raquel Walker | 52.35    |
| 4×400 metros estafetas      | Nova Zelândia · Louise Jones · Ellie McCleery · Pippa Trevella · Kerry White | 3:52.38  | Austrália · Tayla-Paige Billington · Emma Knight · Elana Withnall · Alicia Keir  | 4:01.93  |                                                                        |          |
| Salto em altura             | Timeri Lamorelle · Polinésia Francesa                                        | 1.52m    |                                                                                  |          |                                                                        |          |
| Salto com vara              | Lucie Tepea Costa oeste do Taiti                                             | 2.70m    |                                                                                  |          |                                                                        |          |
| Salto em comprimento        | Emma Knight · Austrália                                                      | 5.74m    | Catherine Hannell / Norte da Austrália                                           | 5.44m    | Timeri Lamorelle · Polinésia Francesa                                  | 5.14m    |
| Salto triplo                | Jenni Scott · Nova Zelândia                                                  | 11.64m   | Anna Thomson · Nova Zelândia                                                     | 11.60m   | Timeri Lamorelle · Polinésia Francesa                                  | 11.05m   |
| Arremesso de peso           | Tereapii Tapoki · Ilhas Cook                                                 | 14.17m   | Rebecca Direen · Austrália                                                       | 12.74m   | Alexaraee Toeaina · Samoa Americana                                    | 11.33m   |
| Lançamento de disco         | Christie Chamberlain · Austrália                                             | 50.68m   | Tereapii Tapoki · Ilhas Cook                                                     | 49.98m   | Alexaraee Toeaina · Samoa Americana                                    | 43.72m   |
| Lançamento do martelo       | Rebecca Direen · Austrália                                                   | 48.17m   | Danielle Botha · Nova Zelândia                                                   | 46.82m   | Montaya Wharehinga · Nova Zelândia                                     | 45.06m   |
| Lançamento do dardo         | Laura Overton · Nova Zelândia                                                | 41.98m   | Emilie Falelavaki · Wallis e Futuna                                              | 41.93m   | Ruby Cochrane · Nova Zelândia                                          | 34.42m   |
| Heptatlo                    | Elana Withnall · Austrália                                                   | 4348     | Mafi Mapa · Tonga                                                                | 3000     | Ana Katiloka · Tonga                                                   | 2625     |

### Misto
| Evento                   | Ouro                                                                         | Ouro    | Prata                                                                            | Prata   | Bronze                                                                                       | Bronze  |
| ------------------------ | ---------------------------------------------------------------------------- | ------- | -------------------------------------------------------------------------------- | ------- | -------------------------------------------------------------------------------------------- | ------- |
| Revezamento medley 800 m | Nova Zelândia · Simone Small · Austen Heuvel · Louise Jones · Bailey Stewart | 1:36.31 | Fiji · Sisilia Seavula · Banuve Tabakaucoro · Mereseini Naidau · Simione Isimeli | 1:38.95 | Polinésia Francesa · HerEani Manate · Namataiki Tevenino · Timeri Lamorelle · Gregory Bradai | 1:42.87 |

## Quadro de medalhas
| Ordem | País                 | Medalha de ouro | Medalha de prata | Medalha de bronze | Total |
| ----- | -------------------- | --------------- | ---------------- | ----------------- | ----- |
| 1     | Nova Zelândia        | 15              | 8                | 7                 | 30    |
| 2     | Austrália            | 12              | 7                | 3                 | 22    |
| 3     | Papua-Nova Guiné     | 4               | 1                | 4                 | 9     |
| 4     | Fiji                 | 3               | 2                | 2                 | 7     |
| 5     | Samoa                | 3               | 2                | 1                 | 6     |
| 6     | Polinésia Francesa   | 2               | 5                | 5                 | 12    |
| 7     | Ilhas Cook           | 1               | 3                | 0                 | 4     |
| 8     | Tonga                | 1               | 2                | 1                 | 4     |
| 9     | Nova Caledônia       | 1               | 1                | 0                 | 2     |
| 9     | Ilhas Salomão        | 1               | 1                | 0                 | 2     |
| 11    | Costa oeste do Taiti | 1               | 0                | 3                 | 4     |
| 12    | / Norte da Austrália | 0               | 5                | 1                 | 6     |
| 13    | Guam                 | 0               | 1                | 4                 | 5     |
| 14    | Wallis e Futuna      | 0               | 1                | 1                 | 2     |
| 15    | Kiribati             | 0               | 1                | 0                 | 1     |
| 16    | Samoa Americana      | 0               | 0                | 2                 | 2     |
| 16    | Vanuatu              | 0               | 0                | 2                 | 2     |
| Total | Total                | 44              | 40               | 36                | 120   |

## Participantes (não oficial)
Foi publicada a participação de 480 atletas, representando 24 equipes de 22 países.  A lista inclui também os atletas juvenis (Sub-18), alguns deles competiram tanto no evento aberto quanto no juvenil, principalmente nas provas de revezamento.
Das 24 equipes participantes, 22 eram membros da AAO. Apenas Niue estava ausente.
Além disso, havia uma equipe de Wallis e Futuna, que não é membro da AAO, e duas equipes regionais: Uma equipe local apelidada de "Tahiti West Coast" ou em português "Costa oeste do Taiti"   (TWC na lista de resultados),   e uma "Equipe Regional da Austrália" (RAT na lista de resultados), representando os estados Queensland e Território do Norte, ambos no norte da Austrália. Essas equipes não estavam vinculadas a equipe principal de cada nação. Competindo assim de forma independente.
| - Samoa (5) - Austrália (42) - Ilhas Cook (5) - Fiji (6) - Polinésia Francesa (29) - Guam (9) - Kiribati (4) - Ilhas Marshall (2) | - Estados Federados da Micronésia (5) - Nauru (5) - Nova Caledônia (7) - Nova Zelândia (51) - Ilha Norfolk (1) - / Norte da Austrália (16) - Marianas Setentrionais (5) - Palau (4) | - Polinésia Francesa (8) - Samoa (4) - Ilhas Salomão (4) - Costa oeste do Taiti (42) - Tonga (6) - Tuvalu (3) - Vanuatu (6) - Wallis e Futuna (6) |